# Ladies Love Outlaws
Ladies Love Outlaws è il ventiduesimo album della discografia di Waylon Jennings, pubblicato dalla RCA Victor nel settembre del 1972 e prodotto da Ronny Light.
Quest'album è considerato uno dei primi dischi del movimento outlaw della musica country, di cui Waylon fu il fautore.

## Tracce
Lato A
1. Ladies Love Outlaws – 2:31 (Lee Clayton) – Registrato a Nashville, TN, 11 gennaio 1972
2. Never Been to Spain – 2:34 (Hoyt Axton) – Registrato a Nashville, TN, 16 maggio 1972
3. Sure Didn't Take Him Long – 2:20 (Waylon Jennings) – Registrato a Nashville, TN, 11 gennaio 1972
4. Crazy Arms – 2:34 (Ralph Mooney, Chuck Seals) – Registrato a Nashville, TN, 31 agosto 1971
5. Revelation – 3:13 (Bobby Braddock) – Registrato a Nashville, TN, 1º settembre 1971

Lato B
1. Delta Dawn – 3:21 (Alex Harvey, Larry Collins) – Registrato a Nashville, TN, 16 maggio 1972
2. Frisco Depot – 4:58 (Mickey Newbury) – Registrato a Nashville, TN, 9 marzo 1972
3. Thanks – 2:26 (Bill Martin, Phil Coulter) – Registrato a Nashville, TN, 14 luglio 1970
4. I Think It's Time She Learned – 2:48 (Waylon Jennings, Miriam Eddy) – Registrato a Nashville, TN, 12 maggio 1971
5. Under Your Spell Again – 2:57 – Registrato a Nashville, TN, 11 marzo 1971

## Musicisti
- Waylon Jennings - voce, chitarra
- Fred Carter - chitarra
- Dave Kirby - chitarra
- Billy Sanford - chitarra
- Billy Reynolds - chitarra ritmica
- Buck Wilkin - chitarra ritmica
- Chip Young - chitarra ritmica
- Bobby Thompson - chitarra ritmica
- Ralph Mooney - steel guitar
- Hargus Pig Robbins - pianoforte
- Jim Pierce - pianoforte
- Andy McMahon - organo
- Rick Powell - moog
- Bobby Dyson - basso
- Henry Strzelecki - basso
- Norbert Putnam - basso
- Kenneth Buttrey - batteria
- Buddy Harman - batteria
- Willie Ackerman - batteria
- Ralph Gallant - batteria
- Joe Babcock - accompagnamento vocale
- Dolores Edgin - accompagnamento vocale
- June Page - accompagnamento vocale
- Hurshel Wiginton - accompagnamento vocale
- Lea Jane Bernati - accompagnamento vocale
- Ginger Holladay - accompagnamento vocale
- Mary Holladay - accompagnamento vocale
- Temple Riser - accompagnamento vocale